# منبوذ على سطح القمر
منبوذ على سطح القمر ((هانغل: 김씨 표류기; ر.ر: Kimssi Pyoryugi); lit. "Mr Kim's drifting experience": 표류: drifting; hanja: 漂流記) هو فيلم كوري جنوبي رومنسي كوميدي من كتابة وإخراج «لي هاي جون» سنة 2009. وبطولة كل من جونغ جاي يونغ وجونغ ريو وون.

## القصة
تدور أحداث الفيلم حول شاب يُدعى «كيم سيونغ كون» خسر وظيفتهُ ومديونً بِالمال، فيقرر أن يُنهي حياته عبر القفز مِن الجسر المُطل على نهر هان أحد أكبر الأنهار في كوريا الجنوبيّة، لكن المُحيط يأخذُ بِه إلى جزيرة بام وهي جزيرة صغيرة تقعُ مابين الجسر وبِجانب نهر هان ومُباشرة في وسط العاصمة سيؤول، لكنهُ مع ذلك لايزالُ مقطوعاً عن العالم الخآرجي فلا أحد يستطيعُ رؤيتهُ أو سماعه ولهذا السبب قرر أن يُنهي حياتهُ مُجدداً عبر خنق نفسه بِربطة عُنقه التي قام بربطِها بِجذع الشجرة، لكنهُ يتردد عن فعل ذلك ويقرر العيش في هذه الجزيرة الصغيرة وترك مشاكل العالم خلفهُ، ولأجل ذلك يتعلم كيفية صيد الأسماك والطيور والعيش بِأسلوبِه الخاص.
و مِن جِهة أخرى هُناك فتاة تُدعى «كيم جونغ يون»، انطوائية ومُنعزلة عن العالم الخارجي (هيكيكوموري)، تُراقبُ القمر كل يوم، وفي أثناء مُراقبتِها لِلقمر عبر الكاميرا الخاصة بِها شاهدت سيونغ كون في الجزيرة فأصبحت تُراقبهُ دائماً.
يبدأ التواصل بينهما عبر تبادل الرسائل، فتقوم جون يون بالخروج ليلا من منزلها لرمي الرسائل المعبأة في قنينة بالجزيرة، وسونغ-جيون يكتب الردود على الرمال في النهار، ليتحول الفيلم بعد ذلك إلى قصّة رومانسية.

## روابط خارجية
- منبوذ على سطح القمر على موقع IMDb (الإنجليزية)
- منبوذ على سطح القمر على موقع روتن توميتوز (الإنجليزية)
- منبوذ على سطح القمر على موقع نتفليكس (الإنجليزية)
- منبوذ على سطح القمر على موقع ألو سيني (الفرنسية)
- منبوذ على سطح القمر على موقع Turner Classic Movies (الإنجليزية)
- منبوذ على سطح القمر على موقع أول موفي (الإنجليزية)
- منبوذ على سطح القمر على موقع فيلمافينيتي (الإسبانية)
- منبوذ على سطح القمر على موقع قاعدة بيانات الفيلم (الإنجليزية)
- منبوذ على سطح القمر على موقع ليتربوكسد (الإنجليزية)
- منبوذ على سطح القمر على موقع كينوبويسك (الروسية)
- Castaway on the Moon على هانسينما